# Orava-Stausee
Der Orava-Stausee (slowakisch Oravská priehrada, polnisch: Jezioro Orawskie) ist ein Stausee in der nördlichen Slowakei. Er ist mit 35,2 km² das größte Gewässer des Landes. Der Stausee wurde zur Elektrizitätsgewinnung zwischen 1941 und 1953 angelegt, indem die beiden Quellflüsse der Orava (deutsch Arwa), die Biela Orava und die Czarna Orawa, durch einen Damm angestaut wurden, wobei einige ehemalige Ortschaften (Slanica, Osada, Oravské Hámre, Lavkovo und Ústie nad Oravou) überflutet wurden. Der Stausee reicht im Norden bis unmittelbar an die Grenze zu Polen.
Als Nebeneffekt entwickelte sich durch den Stausee die Region von einer abgeschiedenen ländlichen Gegend zu einer Urlaubsregion mit vielen Hotels, Pensionen und Chatas (Wochenendhäuser) direkt am See. Es entstand sogar ein neuer Ort, Ústie nad Priehradou, auf den Fluren der Orte Oravské Hámre, Osada und Ústie.
Von Slanica schaut nur noch der Kirchberg mit der darauf stehenden Kirche aus dem Wasser. In ihr wurde als Außenstelle der Orava-Galerie in Dolný Kubín eine Dauerausstellung eingerichtet. Sie wird deshalb die Museumsinsel genannt.
Am Stausee liegt die Stadt Námestovo. Über eine Brücke über den See ist von dort aus der Ortsteil Slanická Osada erreichbar. Von dort aus können im Sommer (15. Mai bis 15. September) im Stundentakt Bootsfahrten zu der im See liegenden Museumsinsel unternommen werden. Im Preis der Bootsfahrt ist der Eintrittspreis zur Museumsinsel enthalten.
Bei sehr niedrigem Wasserstand ist die Insel auch zu Fuß vom Nordufer aus von Ranč u Edyho (Eddys Ranch) zu erreichen.
Im Winter ist die Insel offiziell nicht erreichbar und das Museum dort geschlossen, jedoch ist die Eisdecke für gewöhnlich von Dezember bis März dick genug, um die Insel mit Schlittschuhen oder auch zu Fuß zu erreichen. Der Eiszustand ist örtlich zu erfragen.
Der oben beschriebenen Hauptsee mit der 28 Meter hohen und bis zu 14 Meter dicken Staumauer (VD Orava) wurde in der Zeit von 1972 bis 1978 um eine zweite Staumauer (VD Tvrdošín) unterhalb der ersten, direkt in der Stadt Tvrdošín liegend, erweitert. Dadurch entstand ein zweites Wasserbecken, an dem der Ort Štefanov nad Oravou liegt.
Der Stausee und die damit verbundenen Staudämme werden von der „Slovenský vodohospodársky podnik“ (SVP) betrieben.
Im VD Orava wird mittels zwei Kaplanturbinen mit je 50 m³/s eine Leistung von bis zu 21,8 MW erreicht.